# Matches (песня Бритни Спирс)
Matches (с англ. — «Спички») — песня Бритни Спирс, записанная при участии группы Backstreet Boys. Вышла в декабре 2020 года в качестве бонус-трека в переиздании девятого студийного альбома поп-принцессы Glory (2016) и стала его последним синглом. Вместе с Matches в переиздание вошли другие синглы: Mood Ring (by Demand) и Swimming In The Stars.
Несмотря на то, что Бритни Спирс и Backstreet Boys были одними из самых популярных исполнителей на рубеже 1990-х и 2000-х, Matches стала их первой совместной работой. Исключением можно назвать их участие в кавер-версии на What’s Going On в 2001 году, который записали десятки популярных артистов в рамках кампании по борьбе со СПИДом.
Matches записали в 2017 году. Песня предназначалась для девятого студийного альбома Backstreet Boys DNA (2019), но по каким-то причинам не вошла в финальный трек-лист. В итоге Matches появился в переиздании Glory, релиз которого состоялся 4 декабря 2020 года.